# Літтораль (департамент)
Літтораль (фр. Littoral) — найменший і найгустішонаселеніший департамент Беніну. Адміністративний центр і найбільше місто - Котону, яке, а не офіційна столиця Порто-Ново, є фактичним економічним і політичним центром країни.

## Географія
Межує з департаментом Атлантичний на заході і півночі, з департаментом Веме - на сході. На півдні омивається водами затоки Бенін.

## Адміністративний поділ

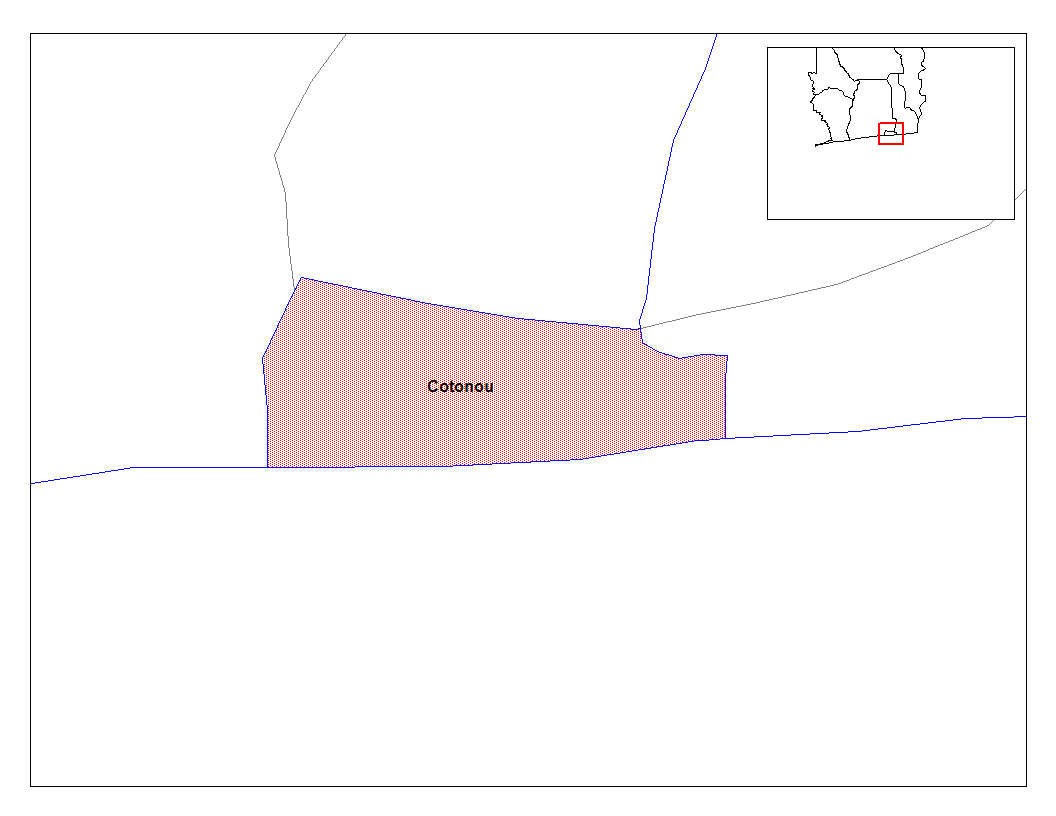
Комуна департаменту Літтораль.

У департаменті виділена одна комуна, однойменна місту.